# O-1125
O-1125 (3-(1,1-dimetilheksil-6-dimetilkarboksamid)-Δ8-tetrahidrokanabinol) je lek koji je kanabinoidni derivat. On manifestuje analgetska svojstva i koristi se u naučnim istraživanjima. O-1125 je potentan CB1 pun agonist sa Ki vrednošću od 1,16 nM.